# Drapeau des Bahamas
Le drapeau des Bahamas est composé de trois bandes horizontales turquoise et jaune (milieu), un triangle équilatéral noir se trouve du côté de la hampe.
Il a été adopté le 10 juillet 1973, jour de l'indépendance. Sa conception est à mettre au crédit du docteur Hervis Bain, la personne qui a également conçu les armoiries.

## Composition du drapeau

Composition du drapeau

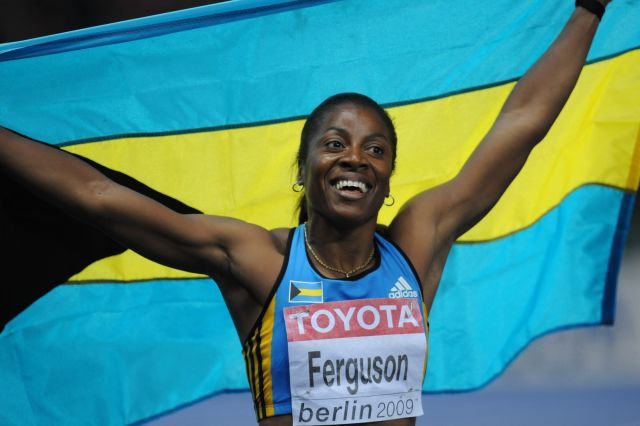
Debbie Ferguson lors des mondiaux 2009 de Berlin

La définition officielle de la composition du drapeau 
« Azure a Fess Or issuing from the dexter a Pile Sable »
« D'azur à la fasce or ou issu de la dextre une pile sable »
La fasce décrit la bande centrale sur un fond uni et la pile le triangle avec la pointe à droite. Cette composition se retrouve sur de nombreux drapeaux comme le drapeau de Sao Tomé-et-Principe, le drapeau de Cuba ou encore le drapeau de la Jordanie.
Le format de drapeau est 1:2 bien que le ratio 2:3 soit également souvent utilisé.
Les couleurs sont sujettes à plusieurs interprétations notamment la couleur bleue qui est aigue-marine. Le Gouvernement des Bahamas indique qu'officiellement, le code Pantone des couleurs sont PMS 3145 (aquamarine), PMS 123 (gold) et PMS Standard Black. D'autres sources comme l'Album des pavillons nationaux et marques distinctives édité en 2000 indique des couleurs Bleu 312c et Jaune 115c.
| Couleur | ● Aigue-marine | ● Or       | ● Noir         |
| ------- | -------------- | ---------- | -------------- |
| HTML    | #00778b        | #ffc72c    | #000000        |
| RVB     | 0,119,139      | 255,199,44 | 0, 0, 0        |
| Pantone | 3145           | 123        | Standard Black |

Le noir, une couleur forte, représente la vigueur et la force d’un peuple uni, le triangle pointant vers le corps du drapeau représente l’entreprise et la détermination du peuple bahamien à mettre en valeur et à posséder les riches ressources. Le soleil et la mer sont symbolisés respectivement par l’or et le bleu.

## Réglementation
Toutes les personnes souhaitant utiliser le drapeau national sur des articles à produire, distribuer, vendre doit obtenir l'autorisation écrite du ministre de la Sécurité nationale. Il est à noter que l’affichage ou l’utilisation des armoiries sur les bâtiments de l’État n’est pas nécessaire.
Selon la loi, toute offense ou insulte au drapeau constitue une infraction passible d’une amende n’excédant pas cinq cents dollars ou d’un emprisonnement maximal de six mois.

## Autres drapeaux
Les pavillons des Bahamas sont différents des drapeaux utilisés au sol (même drapeau pour les usages administratif ou de guerre).
Le pavillon civil est composé d'un drapeau rouge à la croix blanche avec dans le canton le drapeau civil. L'origine de cette composition est le Red Ensign, pavillon britannique au temps où les Bahamas étaient une colonie de l'Empire britannique. Les Bahamas sont d'ailleurs toujours membre du Commonwealth. Le fond est toutefois différent puisqu'il arbore en plus la croix de saint Georges, ressemblant ainsi au drapeau de l'Angleterre avec les couleurs inversées.
Le pavillon est souvent présent dans les ports internationaux car les Bahamas sont dans la liste des pavillons de complaisance selon l'ITF.
Le pavillon de guerre utilise lui comme fond le White Ensign, pavillon de guerre de la marine militaire britannique.

Pavillon civil, proportions 1:2.
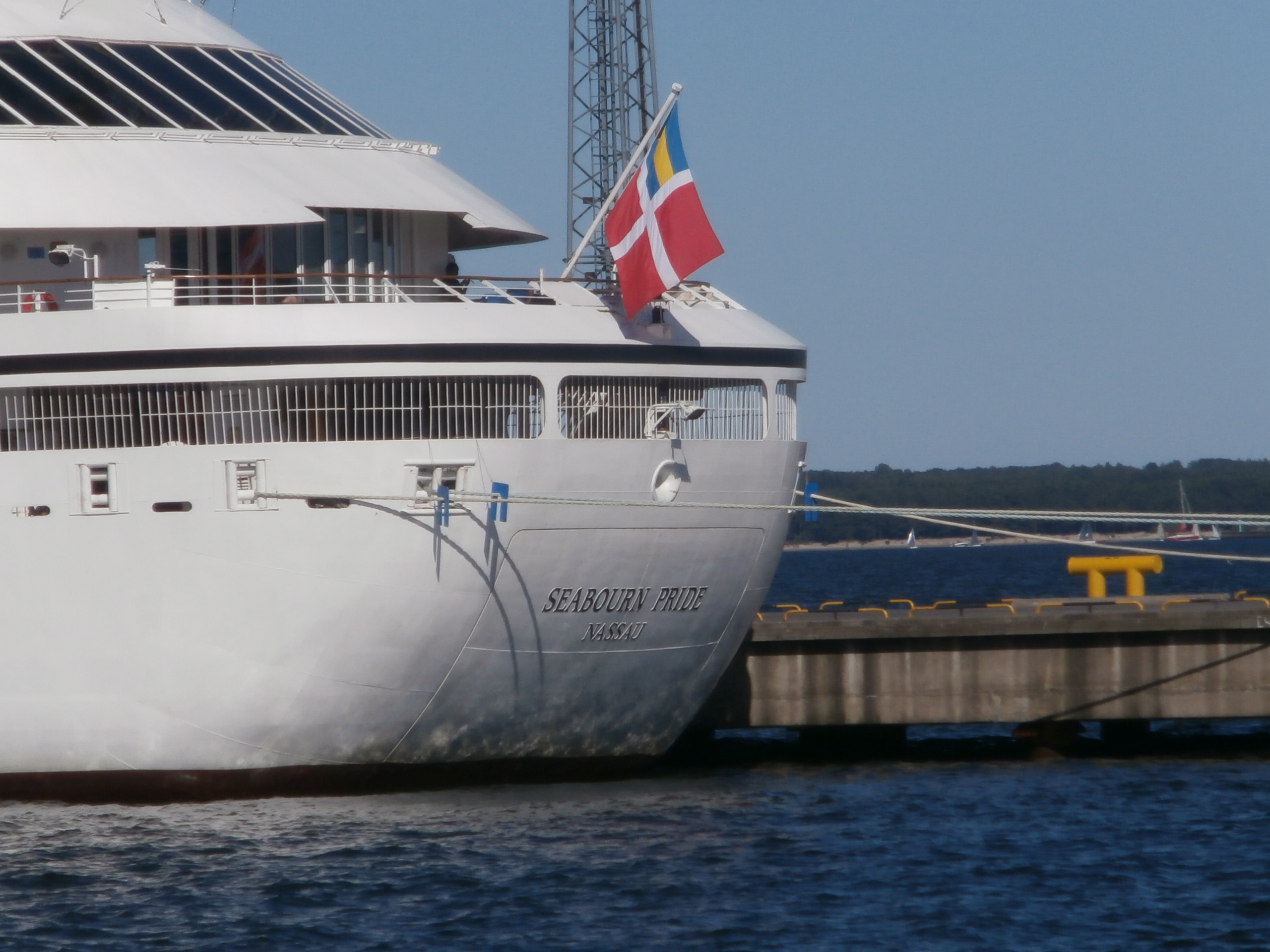
Photographie d'un pavillon civil sur un navire
Autre pavillon civil ou pavillon d'État, proportions 1:2.
Pavillon naval, proportions 1:2.

La législation prévoit également d'autres drapeaux pour les postes du gouvernements : 
- Drapeau du gouverneur général[5] : Un lion se tenant debout sur une couronne de Saint-Édouard, avec la mention « Commonwealth of The Bahamas ».
- Drapeau du Premier ministre[6] : identique au drapeau national, mais surchargé par la masse cérémonielle du Parlement en or placée à la verticale sur le battant avec un soleil à 16 rais en bas de la masse

Drapeau du gouverneur général
Drapeau du Premier ministre

## Drapeaux historiques
Le drapeau de la colonie britannique est composé du Blue Ensign avec l'emblème des Bahamas dans la partie flottante.
Le premier drapeau apparaît en 1869 avec la création du badge spécifique des Bahamas figurant une caraque sur l'océan en référence à la Santa Maria de Christophe Colomb. Ce thème se retrouve d'ailleurs encore dans les armoiries actuelles du pays. Le bateau chasse deux barques pirates et le badge est entouré de la devise latine Commercia expulsis piratis restituta (Pirates expulsés - Commerce restauré), le tout surmonté par la couronne du roi.
Au cours des années, la couronne a été plusieurs fois redessinée de même que l'incrustation du badge (suppression du disque blanc en 1923 ou agrandissement en 1964)

1869-1904
1904-1923
1923-1953
1953-1964
1964–1973